# 馬斯克丁小鱸
馬斯克丁小鱸為輻鰭魚綱鱸形目鱸亞目河鱸科的其中一種，分布於美國喬治亞州的Little Tallapoosa河流域，體長可達6.3公分，棲息在中底層水域。